# Liste der Kulturgüter in Châtel-Saint-Denis
Die Liste der Kulturgüter in Châtel-Saint-Denis enthält alle Objekte in der Gemeinde Châtel-Saint-Denis im Kanton Freiburg, die gemäss der Haager Konvention zum Schutz von Kulturgut bei bewaffneten Konflikten, dem Bundesgesetz vom 20. Juni 2014 über den Schutz der Kulturgüter bei bewaffneten Konflikten sowie der Verordnung vom 29. Oktober 2014 über den Schutz der Kulturgüter bei bewaffneten Konflikten unter Schutz stehen.
Objekte der Kategorien A und B sind vollständig in der Liste enthalten, Objekte der Kategorie C fehlen zurzeit (Stand: 1. Januar 2023).

## Kulturgüter
| Foto |                                                                                       | Objekt | Kat. | Typ | Standort                                 | Beschreibung |
| ---- | ------------------------------------------------------------------------------------- | --- | ---- | --- | ---------------------------------------- | ------------ |
| ja   | Datei hochladen · Wikidata zu Pfarrkirche Saint-Denis (Q29479017)                     | Pfarrkirche Saint-Denis / Église paroissiale Saint-Denis KGS-Nr.: 01985                                    | A    | G   | Chemin de l’Église 31 558771 / 153189    |              |
| ja   | Datei hochladen · Wikidata zu Paläolitische Freilandstation Lac de Lussy (Q123683204) | Lac de Lussy, paläolitische Freilandstation / Lac de Lussy, site de plein air paléolithique KGS-Nr.: 16338 | A    | F   | 558940 / 154730                          |              |
| ja   | Datei hochladen · Wikidata zu Vogteischloss (Q29688444)                               | Vogteischloss / Château baillival KGS-Nr.: 01984                                                           | B    | G   | Chemin du Château 11 558802 / 153255     |              |
| BW   | Datei hochladen · Wikidata zu Doppelhaus Pilloud (Q29688538)                          | Doppelhaus Pilloud / Maison double Pilloud KGS-Nr.: 01987                                                  | B    | G   | Route de Fruence 29 559273 / 152477      |              |
| ja   | Datei hochladen · Wikidata zu Pfarrhaus (Q29688460)                                   | Pfarrhaus / Cure KGS-Nr.: 12407                                                                            | B    | G   | Chemin de l’Église 21 558743 / 153130    |              |
| ja   | Datei hochladen · Wikidata zu Bauernhaus (Q29688476)                                  | Bauernhaus / Ferme KGS-Nr.: 12408                                                                          | B    | G   | Chemin de la Planière 21 559727 / 153329 |              |
| ja   | Datei hochladen · Wikidata zu Bauernhaus von Catherine Chillier (Q29688493)           | Bauernhaus von Catherine Chillier / Ferme de Catherine Chillier KGS-Nr.: 12409                             | B    | G   | Chemin de la Planière 80 560099 / 153436 |              |
| BW   | Datei hochladen · Wikidata zu Gutshof de la Rota (Q29688509)                          | Gutshof La Rota / Ferme domaniale de la Rota KGS-Nr.: 12410                                                | B    | G   | Route de Bulle 45 559062 / 154228        |              |
| BW   | Datei hochladen · Wikidata zu Bauernhof Pilloud aux Granges de Belmont (Q29688522)    | Bauernhaus Pilloud aux Granges de Belmont / Ferme Pilloud aux Granges de Belmont KGS-Nr.: 12411            | B    | G   | Chemin des Granges 19 558921 / 152891    |              |